# Agrodiaetus tekkeana
Agrodiaetus tekkeana är en fjärilsart som beskrevs av Chris. Agrodiaetus tekkeana ingår i släktet Agrodiaetus och familjen juvelvingar. Inga underarter finns listade i Catalogue of Life.